# The Hand of Peril
The Hand of Peril is een Amerikaanse misdaadfilm uit 1916 onder regie van Maurice Tourneur. Het scenario is gebaseerd op de gelijknamige roman uit 1915 van de Canadese auteur Arthur Stringer.

## Verhaal
Geheim agent James Kestner is een bende valsemunters op het spoor. Hij is op zoek naar het bendelid Frank Lambert, die in de onderwereld bekendstaat als de enige man die de perforaties in gebruikte bankcheques kan namaken. Kestner weet het ondergrondse hoofdkwartier van de bende binnen te dringen, maar hij wordt er op heterdaad betrapt door de bandiet Bull's Eye Cherry. Lambert en zijn dochter Maura wandelen binnen in het hoofdkwartier, terwijl Kestner door Cherry met een pistool op de korrel wordt genomen. Lambert wil Kestner meteen uitschakelen, maar Maura is onder de indruk van zijn dappere inborst en smeekt haar vader om zijn leven te sparen. Omdat haar vader Kestner toch wil doden, doet ze alsof de politie het hoofdkwartier heeft omsingeld. Kestner kan Lambert arresteren, maar hij laat diens dochter gaan, hoewel ze een deskundige is op het vlak van valsemunterij. Kestner en Maura worden uiteindelijk een koppel.

## Rolverdeling
| Acteur        | Personage         |
| ------------- | ----------------- |
| House Peters  | James Kestner     |
| June Elvidge  | Maura Lambert     |
| Ralph Delmore | Frank Lambert     |
| Doris Sawyer  | Bull's Eye Cherry |
| Roy Pilcher   | Tony Morello      |